# Paska (Rosja)
Paska (ros. Паска) – wieś (dieriewnia) w Rosji, w obwodzie kirowskim, w rejonie kilmieskim. W 2010 liczyła 231 mieszkańców.